# FIR (groupe)
Pour les articles homonymes, voir FIR.
FIR (飛兒樂團 ou 飛兒, pinyin : Fēier Yuètuán) est un groupe de pop rock taïwanais. Le groupe reçoit dès ses débuts un nombre important de récompenses.

## Biographie
FIR est formé produit par le Warner Music Group. Leur nom de scène, FIR, signifie Fairyland In Reality, le nom de leur premier album éponyme mais il s'agit également de l'acronyme de leurs surnoms, Faye, Ian, Real.
Leur EP 我要飛 - 尋夢之途全紀錄 (Wǒ yào fēi - xún mèng zhī tú quán jìlù) sort le 17 septembre 2004. Il rassemble un CD composé d'un titre inédit et de quatre démos et deux VCD composés d'un documentaire et des clips vidéo du premier album.
Leur principal succès, Lydia, diffusé en tant que générique du téléfilm Les Outsiders (鬥魚|鬥魚), leur permet d'atteindre une très grande popularité en Asie. Au départ, l'identité du groupe n'a pas été révélée au public, et nombreux sont ceux qui ont été subjugués par la beauté de la voix de la chanteuse. Lorsque FIR fait son apparition sur le devant de la scène en 2004, le succès est donc immédiat. Leur style et leurs protagonistes est souvent comparé à celui du groupe rock japonais Do As Infinity. Leurs mélodies regroupent tous les styles rock, qu'elles relèvent plus de la ballade ou du hard rock en passant par les tonalités pop rock. Les paroles de leurs chansons se veulent humanistes, et appellent à réfléchir sur des thèmes aussi communs que l'amour, la religion ou la philosophie. Pour eux, la musique n'a pas de frontières.
Outre leurs productions propres, les membres du groupe ont également composé et/ou écrit de nombreuses chansons pour d'autres artistes dont le groupe S.H.E, Stefanie Sun, Jolin Tsai... Un deuxième EP du groupe, 光榮之役 - 出道週年影音全集 (Guāngróng zhī yì-chūdào zhōunián yǐngyīn quánjí) est publié le 30 juin 2005, et rassemble un CD composé de versions acoustiques et un DVD (ou deux VCD) reprenant les clips vidéo des deux premiers albums.

## Membres

### Faye (飛)
De son vrai nom 詹雯婷 (Zhān Wén Tíng), elle est née le 27 août 1981 . Au sein du groupe, elle tient les rôles d'auteur, chanteuse, guitariste et harmoniciste. Mélomane et globe-trotter, elle est décrite comme indépendante, solitaire, aimable, sincère, passionnée, mais un peu froide en apparence. Parmi ses inspirations, on notera Sting, Dave Matthews, Fiona Apple, Alanis Morissette. Après avoir chanté seule, a rejoint plusieurs groupes lors de ses études universitaires et a gagné plusieurs prix avec eux. Jolin Tsai était alors une de ses amies.

### Ian (陳建寧)
Fondateur de la formation, également producteur, 陳建寧 (Chén Jiàn Níng) est né le 28 octobre 1971  et joue de la guitare et des claviers. Il est inspiré notamment par Sting.

### Real (阿沁)
黃漢青 (Huáng Hàn Qīng) est né le 11 mars 1980 , il intervient en tant que guitariste, clavieriste, pianiste, et effectue également les arrangements. Ses influences sont principalement japonaises, parmi lesquelles Tetsuya Komuro, D.A.I, Do As Infinity, Every Little Thing, aiko, Chemistry, Yoshitaka Amano, Tsukasa Hojo. Sa vocation musicale est née dès le lycée, et il a persévéré dans cette voie malgré les recommandations de son entourage.

### Membres live
Chaque membre studio ayant plusieurs rôles dans le groupe, des musiciens supplémentaires viennent le compléter sur scène :
- Theo Chou - 周顯哲 (Zhōu Xiǎn Zhé), guitare
- Sho - 簡瑞松 (Jiǎn Ruì Sōng), basse
- Peter - 賴聖文 (Lài Shèng Wén), batterie
- Tina - 王倩婷 (Wáng Qiàn Tíng), claviers, piano, arrangements, voix

## Discographie

### Albums studio
| No  | Titre                                               | Durée |
| --- | --------------------------------------------------- | ----- |
| 1.  | 尋夢之途 (Xún mèng zhī tú)                          |       |
| 2.  | Fly Away                                            |       |
| 3.  | Lydia                                               |       |
| 4.  | 流浪者之歌 (Liúlàng zhě zhī gē)                     |       |
| 5.  | 我們的愛 (Wǒmen de ài)                              |       |
| 6.  | 光芒 (Guāngmáng)                                    |       |
| 7.  | Lydia (Piano Instrumental)                          |       |
| 8.  | 你的微笑 (Nǐ de wéixiào)                            |       |
| 9.  | 塔羅牌 (Tǎ luó pái)                                 |       |
| 10. | 後樂園 (Hòu lèyuán)                                 |       |
| 11. | Revolution                                          |       |
| 12. | You Make Me Want To Fall In Love                    |       |
| 13. | To Be Continued... 待續 (To Be Continued... dài xù) |       |

| No  | Titre                                                          | Durée |
| --- | -------------------------------------------------------------- | ----- |
| 1.  | 無限 (Wúxiàn)                                                  |       |
| 2.  | 千年之戀 (Qiānnián zhī liàn)                                   |       |
| 3.  | LOVE*3                                                         |       |
| 4.  | 盛宴... (Shèngyàn...)                                          |       |
| 5.  | 應許之地 (Yīngxǔ zhī dì)                                       |       |
| 6.  | 把愛放開 (Bǎ ài fàng kāi)                                      |       |
| 7.  | Neverland                                                      |       |
| 8.  | The Legend... 傳說... (The Legend... Chuánshuō)                |       |
| 9.  | 刺鳥 (Cì niǎo)                                                 |       |
| 10. | 愛的力量 (Ài de lìliàng)                                       |       |
| 11. | 死心的理由 (Sǐxīn de lǐyóu)                                    |       |
| 12. | I Can't Go On                                                  |       |
| 13. | What's Next?                                                   |       |
| 14. | 消失 [solo par Real sur la première édition limitée] (Xiāoshī) |       |

| No  | Titre                         | Durée |
| --- | ----------------------------- | ----- |
| 1.  | Intro                         |       |
| 2.  | Get High                      |       |
| 3.  | 雨櫻花 (Yǔ yīnghuā)           |       |
| 4.  | 天天夜夜 (Tiāntiān yè yè)     |       |
| 5.  | 飛行部落 (Fēixíng bùluò)      |       |
| 6.  | 北極圈 (Běijí quān)           |       |
| 7.  | 你很愛他 (Nǐ hěn ài tā)       |       |
| 8.  | 1234567                       |       |
| 9.  | 眷戀 (Juànliàn)               |       |
| 10. | I Don't Care                  |       |
| 11. | 我最愛的人 (Wǒ zuì'ài de rén) |       |

| No  | Titre                                               | Durée |
| --- | --------------------------------------------------- | ----- |
| 1.  | 詠嘆曲 (Yǒngtàn qū)                                 |       |
| 2.  | 第十行星 (Dì shí háng xīng)                         |       |
| 3.  | 需要你的愛 (feat. 信) (Xūyào nǐ de ài (feat. Shin)) |       |
| 4.  | 三個心願 (Sān ge xīnyuàn)                           |       |
| 5.  | Change                                              |       |
| 6.  | 真愛地圖 (Zhēn'ài dìtú)                             |       |
| 7.  | 月牙灣 (Yuèyá wān)                                  |       |
| 8.  | Forever Green                                       |       |
| 9.  | Blue Doors Ahead                                    |       |
| 10. | 愛過 (Àiguò)                                        |       |
| 11. | 彩色拼圖 (Cǎisè pīntú)                              |       |
| 12. | 荼靡時代 (Tú mí shídài)                             |       |

| No  | Titre                                             | Durée |
| --- | ------------------------------------------------- | ----- |
| 1.  | Find my way                                       |       |
| 2.  | I am here                                         |       |
| 3.  | 向日葵盛開的夏天 (Xiàngrìkuí shèngkāi de xiàtiān) |       |
| 4.  | 紀念日 (Jìniàn rì)                                |       |
| 5.  | 衝浪季節 (Chōnglàng jìjié)                        |       |
| 6.  | 紅潮 (Hóngcháo)                                   |       |
| 7.  | 荊棘裡的花 (Jīngjí li de huā)                     |       |
| 8.  | 讓我們一起微笑吧! (Ràng wǒmen yīqǐ wéixiào ba!)   |       |
| 9.  | 貓頭鷹 (Māotóuyīng)                               |       |
| 10. | We are                                            |       |
| 11. | Hero (Bonus Track)                                |       |

| No  | Titre                         | Durée |
| --- | ----------------------------- | ----- |
| 1.  | 亞特蘭提斯 (Yàtèlántísī)      |       |
| 2.  | 淚光閃爍 (Lèi guāng shǎnshuò) |       |
| 3.  | 花非花 (Huā fēi huā)          |       |
| 4.  | 我超越 (Wǒ chāoyuè)           |       |
| 5.  | 愛有路可退 (Ài yǒu lù kě tuì) |       |
| 6.  | 微光 (Wéi guāng)              |       |
| 7.  | Say Hello                     |       |
| 8.  | 唐吉訶德 (Táng jíhēdé)        |       |
| 9.  | 讓愛重生 (Ràng ài chóngshēng) |       |
| 10. | 螺絲釘 (Luósīdīng)            |       |

| No  | Titre                          | Durée |
| --- | ------------------------------ | ----- |
| 1.  | 七號公路 (Qī hào gōnglù)       |       |
| 2.  | Light up the way               |       |
| 3.  | 天使都哭了 (Tiānshǐ dōu kūle)  |       |
| 4.  | 是你 (Shì nǐ)                  |       |
| 5.  | 大航海鬥士 (Dà hánghǎi dòushì) |       |
| 6.  | I remember                     |       |
| 7.  | 花瘋 (Huā fēng)                |       |
| 8.  | 千軍破 (Qiān jūn pò)           |       |
| 9.  | 孩子的天空 (Háizi de tiānkōng) |       |
| 10. | Better life                    |       |

### Single
- 2005 : 把愛傳出來 (Bǎ ài chuán chūlái)

## Distinctions
- Global Chinese Pop Chart : révélation et chanson (2004)
- Metro Broadcast : groupe et artiste débutant (2004)
- Ultimate Song Chart Awards : révélation (2004)
- RTHK Top 10 Gold Songs Awards  : révélation, nouveau compositeur, nouveau parolier, 2e meilleure chanson (Lydia), 2e artiste (2004)
- IFPI Hong Kong Album Sales Awards : top 10 des meilleures ventes d'album en mandarin de l'année pour F.I.R.-Fairyland in Reality (récompensé) (2004)[2]
- IFPI Hong Kong Album Sales Awards : top 10 des meilleures ventes d'album en mandarin de l'année pour Unlimited (récompensé) (2005)[3]
- HITO Radio Music Awards : top 10 des chansons de l'année pour Lydia (récompensé) (2005)[4]
- Global Chinese music chart : chanson (我們的愛 – Wǒmen de ài) (2004), orchestre et chanson (飛行部落 – Fēixíng bùluò) 2007, orchestre 2011, groupe (2012)
- Pepsi Music Billboard : compositeur, parolier, musique de film, orchestre (2005)
- Top Chinese Music Awards : révélation en mandarin (2005)
- HITO Radio Music Awards du meilleur groupe F.I.R (récompensé) (2007)[5]